# 제주시 우당도서관
제주시 우당도서관은 대한민국 제주특별자치도의 공공도서관이면서 제주시 동부지역의 도서관을 운영하는 지방행정부서이다.

## 연혁
김관중 대창기업 회장, 김우중 대우그룹 회장 등 5인이 제4대 제주도지사(지금의 제주특별자치도지사)였던 우당 김용하의 교육 정신과 애향심을 기린다른 명목으로 도서관을 건립하여 1984년에 개관하였다. 이듬해인 1985년 아동열람실을 개실하였고, 도서관의 모든 재산을 제주시로 이전하였다. 2003년에 디지털 정보자료실을 열였으며, 2004년에는 한국도서관협회로부터 한국도서관상을 수여받았다.
2006년 제주시가 자치시에서 행정시로 전환됨에 따라 관리 주체가 제주도 제주시에서 제주특별자치도로 전환되었으며, 운영 주체도 행정구역 개편과 동시에 제주시 우당도서관에서 제주특별자치도 사업운영본부 문화체육사업부로 전환되었다. 그러나 제주특별자치도의회가 6개월여만에 사업운영본부를 폐지하고 기존 문화체육사업부의 업무는 관할 행정시장이 맡도록 조례를 개정하면서 사업운영본부가 운영하던 여러 도서관 중 우당도서관, 탐라도서관, 애월읍도서관, 한경면도서관, 조천읍도서관, 제주 기적의 도서관의 업무가 2007년에 제주시로 이관되었다. 이에 따라 제주시는 문화산업국에 우당도서관과 탐라도서관을 두고, 이관 받은 도서관 중 조천읍도서관과 제주 기적의 도서관을 우당도서관이 관리하도록 하였다.

## 역할
우당도서관은 자관의 운영을 통해 인근 지역 주민에게 도서관서비스를 제공하는 것은 물론 제주시 조천읍도서관과 제주 기적의 도서관도 운영함으로써 제주시 동부지역 도서관 운영 주체로서의 역할을 수행하고 있다.

## 현황

### 소장 자료
제주시 우당도서관은 도서 207,176책, 연속간행물 458종, 오프라인 멀티미디어자료 3,411점, 온라인 멀티미디어자료 4,776점을 소장하고 있다.

### 시설
도서관 건물은 본동과 연결동으로 이루어져 있으며, 제주특별자치도 제주시 사라봉동길 30(건입동)에 위치하고 있다. 구체적인 자료실 및 편의시설 배치는 다음과 같다.

#### 본동
- 지하 2층 : (자료실·열림실 없음)
- 지하 1층 : (자료실·열람실 없음)
- 1층 : 휴게실
- 2층 : 개가자료실, 향토자료실, 디지털자료실, 참고열람실, 신문보존실, 단체연구실
- 3층 : 성인열람실, 디지털열람실, 남학생열람실, 여학생열람실

#### 연결동
- 지상 : 장애인열람실, 서예실, 정보화교육장, 소강당
- 지하 : 제4열람실(아동)

## 이용

### 이용 시간
- 개가자료실 : 주중 09:00 ~ 22:00, 주말 및 휴일 09:00 ~ 18:00
- 참고자료실, 향토자료실, 신문자료실, 아동열람실, 디지털정보자료실, 정보화교육장 : 09:00 ~ 18:00
- 성인열람실, 디지털열람실, 남학생열람실, 여학생열람실 : 06:00 ~ 24:00
- 휴관일 : 매월 넷째 월요일, 1월 1일, 설·추석 연휴, 12월 31일
- 열람실만 개관하는 날 : 매월 첫째·둘째·셋째 월요일

### 회원 자격
- 제주특별자치도에 주민등록이 되어 있는 도민
- 제주특별자치도 소재 직장인 및 학생
- 제주특별자치도 거주 외국인

### 자료 대출 규정
- 대출자격 : 회원증을 소지한 본인(개가자료실 자료는 만 12세 이상인 자)에 한해 도서 대출
- 대출권수 : 1인 5책
- 대출기한 : 7일(1회에 한해 7일을 연장할 수 있음)